# Kard (cuchillo)

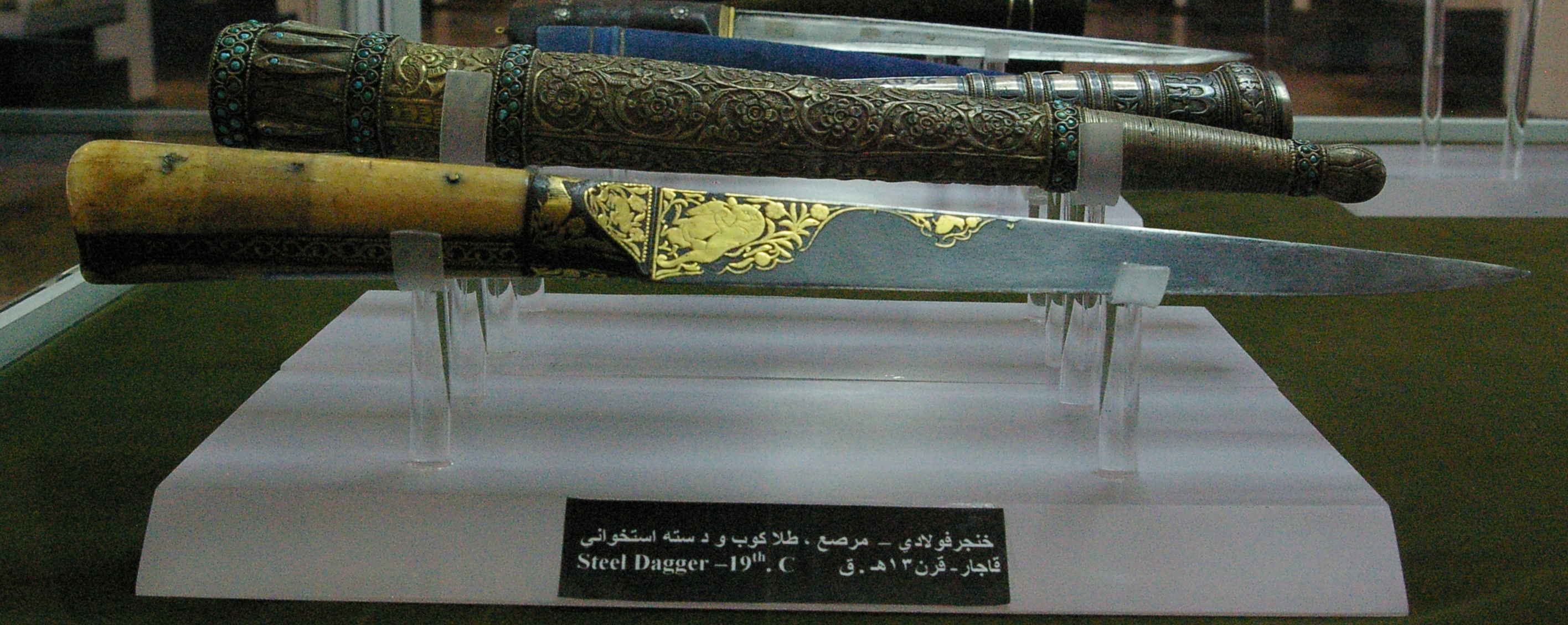
Un kard

kard (del persa: کارد , romanizado: kārd, literalmente  'cuchillo') es el equivalente en el idioma persa de cuchillo.
En la jerga especializada, el Kard se considera un tipo de cuchillo que se encuentra en las sociedades persianizadas como Persia, Turquía, Armenia y hasta la India. Se usó principalmente en el siglo XVIII y antes, tiene una hoja recta de un solo filo y generalmente no mide más de 41 cm de largo. No tiene guarda y por lo general el mango era de hueso, marfil o cuerno. Era principalmente un arma de apuñalar, y comúnmente la punta se reforzaba para penetrar una cota de malla. Una característica importante de un kard es que la empuñadura está cubierta parcialmente por la funda.